# Cleidogona minutissima
Cleidogona minutissima är en mångfotingart som först beskrevs av Kraus 1954.  Cleidogona minutissima ingår i släktet Cleidogona och familjen Cleidogonidae. Inga underarter finns listade i Catalogue of Life.